# Platycheirus asioambiguus
Platycheirus asioambiguus är en tvåvingeart som beskrevs av Skufjin 1987. Platycheirus asioambiguus ingår i släktet fotblomflugor, och familjen blomflugor. Inga underarter finns listade i Catalogue of Life.